# 逃げて来たライオン
『逃げて来たライオン(Jerry and the Lion、1950年4月8日)』はトムとジェリーの作品の一つ。
公式DVDなど一部メディアでは『逃げ出したライオン(Jerry and the Lion)』となっている。
日本においては現在パブリックドメインとなっている。

## スタッフ
- 監督 - ウィリアム・ハンナ　ジョセフ・バーベラ
- 製作 - フレッド・クインビー
- 作画 - ケネス・ミューズ　エド・バージ　レイ・パターソン　アーヴン・スペンス
- 音楽 - スコット・ブラッドリー

## ストーリー
いつものように台所から食料を漁るジェリーと追いかけっこをしていたトム。ジェリーが地下の物置へ逃げ込んだところで部屋に戻りラジオを聴いていると、突然「サーカスから凶暴なライオンが脱走しました。直ちに戸締りを行ってください」と臨時ニュースが流れた。それを聞いたトムは大慌て。急いで家の戸締りを厳重にし、猟銃を持ち構える。
トムの様子に驚いたジェリーは隠れようとするが、時はすでに遅し。なんと、家の中にライオンが逃げ込んでいたのだ。怖がるジェリーだが、そのライオンはニュースで聞いた凶暴なライオンとは正反対に臆病で気の弱いライオンだった。そして彼はジェリーに「サーカスに戻るなら死んだ方がマシだ。どうかアフリカのジャングルに帰れるように助けて欲しい」と言い、腹ペコだと食べ物を要求する。
そこでジェリーは台所から巨大な骨付きハムを取ってくるが、トムに見つかってしまう。ジェリーから取り上げたハムをトムが失敬しようとしたところ、すでに骨だけになっている。目を放した隙にライオンに食われていたのだ。猟銃もあらぬ方向へ発砲、ジェリーの撃たれた演技にも騙され時間を稼がれてしまう。異変を察知しながらも、トムはジェリーを追い掛け回す。だが、暗室の物置部屋に追い詰めたところ、中に隠れていたライオンによってコテンパンにやられてしまう。それでもライオンに気が付かないトムは、ジェリーがいきなり強大化したと勘違いし、恐れて家の外へ逃げ出す。
やっとのことで港町に出たジェリーは、ライオンをアフリカ行きの船に乗せる。船が岸壁を離れ、互いに別れを惜しみ涙を流しつつ手を振り続けるジェリーとライオンだった。
本作はジェリーが泣く唯一の作品である。

## 登場キャラクター
トム
ライオン脱走のニュースを知り、戸締りをして猟銃で武装。ライオンを匿うジェリーの策略にはまり、ついには物置内でライオン（本人はジェリーと勘違いしていた）にボコボコにされ家から逃げ出した。
ジェリー
トムの家へ逃げ込んできたライオンにエサを与えて世話をすると共に、ライオンがトムに襲われないよう保護する。最後は港でアフリカ行きの船にライオンを乗せて泣きながら見送った。
ライオン
サーカスに飼われていたが、古臭い音楽とポップコーンの弾ける音を嫌がり「生まれ故郷のアフリカへ帰りたい」と脱走。やがてトムの家へ逃げ込み、ジェリーの協力もあってトムを撃退する。最後は自分を守ってくれたジェリーに感謝し、涙を流しながら船でアフリカへ帰っていった。